# Бассіяк-е-Оберош
Бассіяк-е-Оберош (фр. Bassillac et Auberoche) — муніципалітет у Франції, у регіоні Нова Аквітанія, департамент Дордонь. Бассіяк-е-Оберош утворено 1 січня 2017 року шляхом злиття муніципалітетів Бассіяк, Бліс-е-Борн, Ле-Шанж, Еліак, Міак-д'Оберош i Сент-Антуан-д'Оберош. Адміністративним центром муніципалітету є Бассіяк. Населення — 4363 особи (01.01.2021).